# Soulèvement de l'Épiphanie
Le soulèvement de l'Épiphanie est une révolte avortée contre le roi d'Angleterre Henri IV en janvier 1400, dans le but de restaurer le roi Richard II, déposé quelques mois auparavant.

## Contexte
Entre 1386 et 1388, Richard II d'Angleterre se voit imposer par un groupe de cinq nobles appelés les Lords Appellant des limitations à son pouvoir. Lors de la session de l'Impitoyable Parlement en mars 1388, les favoris du roi sont exécutés sur ordre des Lords Appellant. Richard en garde un grand ressentiment. Il retrouve l'intégralité de ses pouvoirs en 1389 et règne en harmonie avec ses anciens ennemis pendant quelques années.
En 1397, Richard prend sa revanche sur les Lords Appellant : le comte d'Arundel est exécuté, le duc de Gloucester, oncle du roi, est mystérieusement assassiné et le comte de Warwick est emprisonné à vie. En 1398, Richard exile les deux derniers Lords Appellant : son cousin Henry Bolingbroke et le duc de Norfolk. Richard récompense ceux qui lui sont restés fidèles lors de la crise de 1388. Parmi ses nouveaux favoris se trouvaient son cousin Édouard d'York, John Montagu, Thomas Holland, Jean Holland (demi-frère du roi) et Thomas le Despenser. Il partage notamment les terres de son oncle Jean de Gand, décédé en février 1399 et père de Bolingbroke. Bolingbroke, réfugié à Paris, se voit spolié de ses terres. 
En mai 1399, Richard part en expédition en Irlande. Le mois suivant, Bolingbroke débarque à Ravenspurn pour reprendre son héritage. Mais, devant le soutien grandissant des autres nobles, il commence à songer à s'emparer de la couronne. Richard, revenu en catastrophe le 24 juillet, se rend à Bolingbroke au château de Flint le 19 août. Ils rentrent ensemble à Londres où Richard est emprisonné à la Tour de Londres. Le 29 septembre, Richard se présente devant le Parlement et accepte d'abdiquer en faveur de Bolingbroke.

## La conspiration contre Henri IV
Bolingbroke, devenu le roi Henri IV, s'empresse de confisquer les terres des favoris de Richard et de les restituer aux héritiers légitimes des Lords Appellant. Warwick est libéré sur ordre du nouveau roi.
Les anciens favoris de Richard, mécontents d'avoir été privés de leurs titres, commencent à préparer un complot contre Henri. Les conjurés sont John Montagu, Thomas Blunt, Thomas Holland, Jean Holland et Thomas le Despenser. Édouard d'York est également au courant du complot. Les conjurés se rencontrent le 17 décembre 1399 à Westminster et projettent de capturer et assassiner le roi Henri IV, ses quatre jeunes fils (Henri, Thomas, Jean et Humphrey) ainsi que l'archevêque de Cantorbéry Thomas Arundel pendant qu'ils se trouvent à Windsor pour la fête de l'Épiphanie. Les conspirateurs espèrent ainsi remettre Richard II, emprisonné au château de Pontefract, sur le trône. Il semble cependant que les conjurés ignoraient où Richard était emprisonné et avaient fait appel à un sosie, Richard Maudeleyn. Ils envisageaient de vêtir Maudeleyn avec des habits royaux afin que le peuple se rallie derrière son ancien roi.
Pour des raisons inconnues, le complot est révélé à Henri IV, qui s'enfuit secrètement à Londres. Trois hypothèses sont possibles : soit Édouard d'York révèle le complot à son père Edmond de Langley qui avertit le roi, soit un des conjurés le dit à une prostituée qui informe des officiers royaux, soit Élisabeth de Lancastre (l'épouse de John Holland) prévient son frère Henri IV. Le roi rassemble alors une armée à Londres. Les conjurés arrivent le 4 janvier 1400 au château de Windsor avec 400 hommes mais, apprenant que le roi revient avec une puissante armée, ils se dispersent et tentent de rallier à leur cause Isabelle de Valois, la jeune épouse de Richard II, qui est en résidence surveillée à Sonning depuis août 1399.

## Capture et exécution des conjurés
Les conjurés s'enfuient vers les marches galloises mais sont appréhendés par les autorités locales. Montagu et Thomas Holland sont capturés à Cirencester et décapités sans procès le 7 janvier 1400. Le Despenser est capturé à Bristol par une foule en colère et sommairement exécuté le 13 janvier 1400. Jean Holland est quant à lui capturé près de Chelmsford, torturé par les proches du comte d'Arundel et exécuté le 16 janvier 1400. Blunt s'échappe à Oxford, où il est pendu et éviscéré le 12 janvier 1400. Maudeleyn est ramené à Londres avec d'autres conspirateurs. Il y sera exécuté. 
Les ecclésiastiques Henri le Despenser et Thomas Merke, qui s'étaient ouvertement opposés à la déposition de Richard II, sont emprisonnés puis finalement pardonnés le 25 novembre 1400.

## Conséquences
Le Parlement passe en mars 1400 un bill d'attainder condamnant les conspirateurs à être déshérités de manière posthume. Le bill d'attainder est annulé en novembre 1461, peu après l'avènement d'Édouard IV. Edmond Holland (frère de Thomas Holland), Thomas Montagu (fils de John Montacute) et Jean Holland (fils de Jean Holland) sont cependant restaurés dans leurs titres au cours du règne d'Henri IV.
Bien qu’il l’ait anticipé, ce complot montre les risques qu’encourt Henri IV s’il laisse Richard II en vie. Richard meurt en captivité à Pontefract aux alentours du 14 février 1400, bien que de sérieux doutes planent quant à la date exacte et la cause réelle de sa mort.